# Aircraft Designs
Pour les articles homonymes, voir ADI.

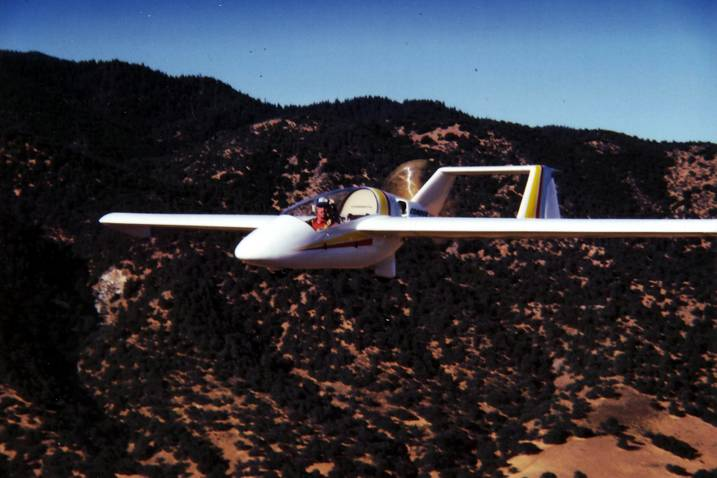
Le ADI Condor en vol. Un seul prototype fut construit en 1981 qui fut détruit en 1982.

Aircraft Designs (ADI) est une entreprise américaine d'ingénierie spécialisée en construction aéronautique fondée en juillet 1976 à Monterey, Californie par Martin Hollmann.

## Historique
Né le 6 décembre 1940 à Berlin en Allemagne et diplômé en aéronautique (Université de Californie) et en construction mécanique (Université de Floride), Martin Hollmann a travaillé successivement chez Convair Aerospace (General Dynamics), Martin Marietta, Lockheed, Ford Aerospace (en), Westinghouse, FMC Corporation et Kaiser Electronics. Spécialisé dans les matériaux composites dès la fin des années 1960, il a fondé en juillet 1976 Aircraft Designs. Martin Hollmann a dessiné un certain nombre d’aéronefs dont les prototypes ont été construits et testés jusqu’à la certification par ADI, puis commercialisés en kit ou sur plans. Il décède le 12 octobre 2012.
ADI a également participé à de nombreux programmes dont le site de l’entreprise donne une liste exhaustive : http://www.aircraftdesigns.com/